# Yevguéniya Medvédeva
Yevguéniya Armánovna Medvédeva (en ruso: Евгения Армановна Медведева; Moscú, 19 de noviembre de 1999) es una patinadora artística sobre hielo rusa, retirada de competencias. Es doble subcampeona Olímpica de 2018 (individual y por equipos) dos veces campeona del mundo (2016, 2017), dos veces campeona europea (2016, 2017), dos veces campeona de la Serie del Grand Prix (2015, 2016) y dos veces campeona nacional rusa (2016, 2017). A principios de su carrera, fue campeona del Mundial Júnior en 2015, la final del Grand Pix Júnior en 2014 y el campeonato Ruso Júnior en 2015. Medallista de bronce del Campeonato Mundial de Patinaje de 2019.
Ganó dos campeonatos consecutivos mundiales después de conseguir el Mundial Júnior. En el campeonato mundial del 2017, se convirtió en la primera patinadora en ganar consecutivamente desde Michelle Kwan en 2000 y 2001. y la primera mujer rusa en defender su título con éxito. Con el sistema de la ISU, ella ha roto el récord mundial 13 veces y es la primera patinadora en romper la marca de los 80 puntos para el programa corto, los 160 para el programa libre y los 230 y 240 para el total combinado. Medvédeva tiene el récord mundial del programa libre y el total combinado en el sistema anterior de la ISU.

## Biografía
Medvédeva nació el 19 de noviembre de 1999 en Moscú. La madre de Evgenia, Zhanna Medvédeva (nombre de soltera - Devyatova), una antigua patinadora artística rusa que dejó el deporte a los 14 años, y el padre Arman Babasyan, un hombre de negocios armenio, están divorciados.  Ambos padres querían que practicara patinaje artístico para mejorar su figura. Compite con el apellido Medvédeva, que era el apellido de soltera de su abuela materna. Su apellido de nacimiento es Babasyan. Salió brevemente con el patinador en pareja ruso-uzbeko, Dmitrii Chigirev, de 2023 a 2024.
En 2017 comenzó sus estudios universitarios y se matriculó en la Universidad Estatal Rusa de Educación Física, Deporte, Juventud y Turismo. Desde el 1 de septiembre de 2021 es estudiante de la Universidad Estatal de Moscú. 
Sus ídolos del patinaje artístico son Evgeni Plushenko y Yuna Kim. Sus amigos la conocen como «Zhenya» y «Janny». Evgenia habla inglés, además de ruso, y japonés básico. En sus ratos libres disfruta de ver películas, series de animación japonesa, escuchar K-pop, se declara fanática de la banda surcoreana EXO.
Se trasladó a Toronto, Canadá a mediados de 2018 y entrenó en el Toronto Cricket Skating and Curling Club hasta septiembre de 2020, cuando se reencontró con su antiguo entrenador en Rusia, Eteri Tutberidze. 
Tiene dos Bulldog francés, Jerry y Tofu. Sobre la invasión rusa de Ucrania, que comenzó el 24 de febrero de 2022, dijo: «todo esto tiene que [acabar] cuanto antes, como un mal sueño».
En octubre de 2024, Medvedeva actuó como invitada durante la exhibición de gala en el 2024 CS Denis Ten Memorial Challenge, donde honró a su difunto amigo, Denis Ten, patinando con música que él mismo había compuesto.

## Trayectoria

### Primeros años
Sobre el hielo desde los tres años, Medvedeva recibió clases inicialmente de Elena Proskurina, Lubov Yakovleva y Elena Selivanova. Alrededor de 2007, se unió a Eteri Tutberidze en la Escuela Deportiva de la Reserva Olímpica n.º 37, rebautizada Sambo 70.
Medvedeva debutó como nacional absoluta en los 2012 Russian Championships, en los que terminó octava, y después quedó sexta en la categoría júnior. Sufrió una lesión al comienzo de la temporada siguiente y no se clasificó para los nacionales rusos absolutos. Terminó cuarta por detrás de Maria Sotskova en los 2013 Russian Junior Championships.

### Temporada 2013-14: debut internacional júnior
La primera participación de Medvedeva en el 2014 JGP season fue en Courchevel, Francia, donde ganó la medalla de oro por un margen de 21 puntos sobre la medallista de plata Rin Nitaya de Japón. En su segunda prueba, en Ostrava, República Checa, quedó segunda en ambos segmentos y superó a la japonesa Wakaba Higuchi por el oro por 1,44 puntos. Se clasificó para la Final del Gran Premio Junior en Barcelona, España, donde ganó el oro, quedando primera tanto en el programa corto como en el patinaje libre.

### Temporada 2014-15: campeona mundial júnior
El primer evento del Grand Prix Júnior de 2014 temporada fue en Courchevel, Francia. Ganó la medalla de oro con un margen de 21 puntos sobre la medallista de plata, Rin Nitaya de Japón. En su segundo evento, en Ostrava, consiguió el segundo lugar en los dos segmentos y superó a Wakaba Higuchi por el oro con 1.44 puntos. Calificó para la final del Júnior Grand Prix en Barcelona, España. Se posicionó primera en los dos programas para ganar el oro. En el Campeonato de Rusia, estuvo en tercer lugar en los dos segmentos para obtener el bronce, su primera medalla nacional sénior, detrás de Yelena Radiónova y Yelizaveta Tuktamýsheva. Después ganó el oro en el Campeonato Júnior de Rusia.
En el Campeonato Mundial Júnior en Tallin, República de Estonia, Medvédeva estuvo primera en el programa corto y obtuvo un récord mundial de 68.48 para el programa corto júnior de mujeres. En el programa libre, consiguió el primer lugar otra vez y ganó oro. No tuvo caídas durante la temporada en sus eventos internacionales.

### Temporada 2015-16: título europeo y mundial

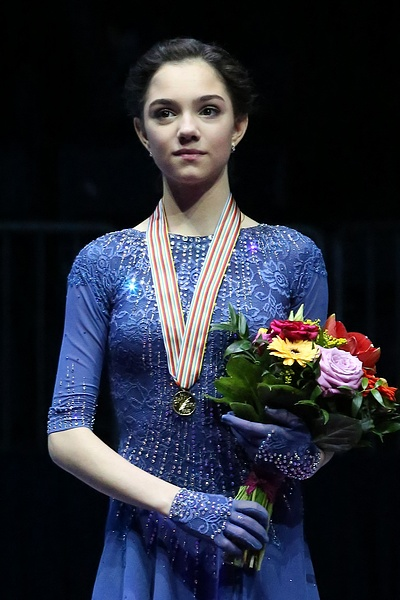
Medvédeva en el Campeonato Europeo de 2016.

Medvédeva alcanzó la mínima edad para poder competir en el circuito internacional sénior en la temporada 2015-2016. Ganó la medalla de oro en el Trofeo Ondrej Nepela de 2015 a principios de octubre. A finales de ese mes compitió en su primer evento sénior de Grand Pix, el Skate America de 2015. Terminó primera en el programa corto y segunda en el libre, ganó la medalla de oro. Medvédeva ganó la plata en su siguiente evento, la Copa Rostelecom de 2015. En diciembre, Medvédeva se mantuvo en la primera posición en sus dos segmentos para ganar la medalla de oro en la final del Grand Pix de Barcelona, España, y se convirtió en la quinta campeona más joven, con 16 años de edad. A finales del mes, ganó oro en el Campeonato de Rusia. Compitió en su primer campeonato sénior de la ISU, el Campeonato Europeo de 2016 en Bratislava, Eslovaquia. Terminó primera en los dos segmentos, ganó el oro mientras que sus compañeras de equipo, Radionova y Anna Pogarilaya consiguieron plata y bronce respectivamente.
En marzo, Medvédeva ganó la medalla de oro en el Campeonato Mundial en Boston, Estados Unidos. Después de terminar tercera en el programa corto, consiguió el oro cuando ganó el programa libre con un récord mundial de 150.10 puntos, superando la marca de 150.06 de Yuna Kim. Su puntuación total de 223.86 fue una nueva mejor marca personal y estuvo 8.47 puntos delante de la medallista de plata, Ashley Wagner. Como ganó el título Mundial Júnior en 2015, la patinadora con 16 años, se volvió en la primera en haber ganado el título mundial júnior y sénior consecutivamente. Igualó la hazaña de Kimmie Meissner volviéndose en la segunda patinadora en 23 años en ganar el título mundial en su año de debut y es la campeona mundial más joven (16 años y 4 meses) bajo las reglas modernas (desde Tara Lipinski en 1997, que no tenía 15 en ese tiempo). Medvédeva también se volvió en la segunda patinadora en ganar la final del Grand Prix, Campeonato Europeo, Mundial y Nacional, todo en una temporada (la otra fue su compatriota, Irina Slutskaya). Medvédeva se posicionó en primer lugar en sus dos segmentos en el Team Challenge Cup de 2016, en Spokane, Washington. El Equipo Europeo terminó tercero en la competición rápida y segundo en el evento principal.

### Temporada 2016-17: ocho récords mundiales y segundo título mundial

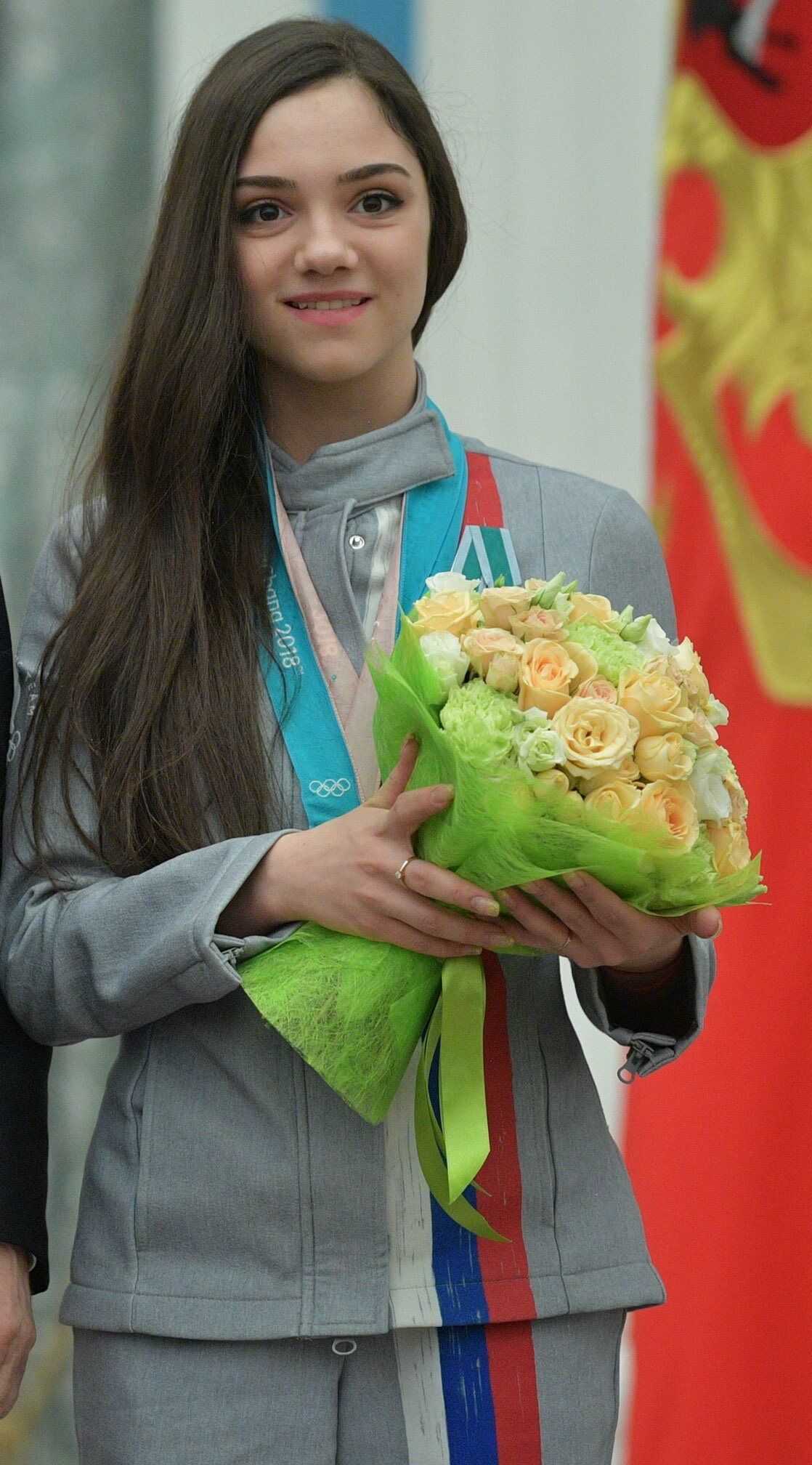
Medvédeva en 2018

Medvédeva comenzó su temporada del Grand Pix en el Skate Canada de 2016. Consiguió el primer lugar en los dos segmentos, ganó el oro delante de Kaetlyn Osmond y Satoko Miyahara. Después se posicionó en el primer lugar en el Trofeo de Francia para poder clasificar a la final. Consiguió 78.52 puntos en su programa corto, la segunda puntuación más alta para una mujer y solo 0.14 detrás del récord mundial de Mao Asada. Acumuló 15 puntos en cada evento, calificando así a la final del Grand Pix. En la final celebrada en Marsella, Francia, se convirtió en la titular del récord mundial por el programa corto de mujeres (79.21) previamente en manos de Mao Asada. También ganó el título con 9.33 puntos más que la medallista de plata, Satoko Miyahara. Con esta victoria, la rusa se unió a Yuna Kim, Mao Asada, Irina Slutskaya y Tara Lipinski como las únicas mujeres en ganar dos finales consecutivas.
En diciembre de 2016, la patinadora defendió su título nacional en el Campeonato de Rusia, a pesar de que el tercer salto de su combinación 3S-3T-3T no obtuviera puntos. En enero, compitió en el Campeonato Europeo hecho en Ostrava, República Checa. Terminó primera en el programa corto y libre, ganó la medalla de oro. También rompió su propio récord mundial por el programa libre con una puntuación de 150.79, y se volvió la titular del récord mundial por la puntuación total combinada (229.71) previamente en manos de Yuna Kim.
En marzo del 2017, compitió en el Campeonato Mundial, celebrado en Helsinki, Finlandia. Posicionándose primera en los dos segmentos, rompió el récord mundial en el programa libre (154.40) y el total (233.41) se convirtió en la primera patinadora en romper la marca de los 230 puntos en el total combinado. Su puntuación total fue 15.28 puntos mayor que el de la medallista de plata Kaetlyn Osmond. Medvédeva fue la única patinadora en la competición en conseguir 10.00s en su actuación como parte de sus componentes. Se convirtió en la primera patinadora en ganar dos títulos mundiales consecutivos en 16 años (desde Michelle Kwan en 2000 y 2001), y la primera patinadora rusa en defender su título con éxito.
Compitió con el equipo ruso en el Trofeo Mundial por Equipos organizados en Tokio, Japón en abril. Se posicionó en primer lugar con un nuevo récord mundial de 80.85, siendo la primera patinadora en romper la barrera de los 80 puntos de un programa corto. Volvió a estar en primer lugar para el programa libre con otro récord mundial de 160.46, siendo la primera patinadora en romper la marca de 160 puntos para el programa libre. Medvédeva contribuyó con un máximo de 24 puntos para el equipo ruso que ganó por segunda vez consecutiva una medalla de plata, mientras que el equipo japonés y estadounidense ganaron oro y bronce respectivamente. Aunque el total combinado no fue dado en el evento, ISU confirmó que su puntuación total fue de 241.31; por lo que se convirtió en la primera patinadora en romper la barrera de los 240 puntos para los puntos totales combinados.

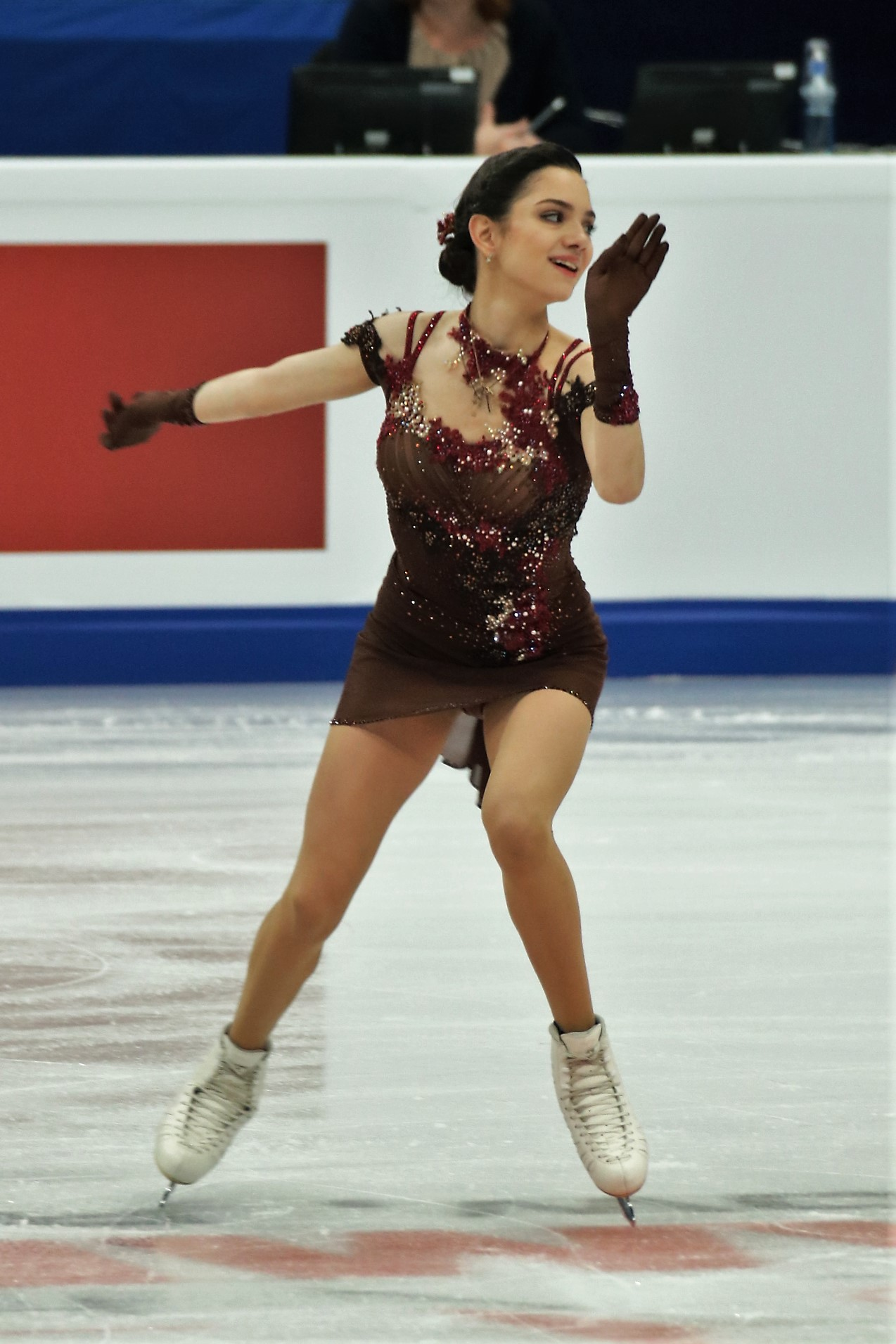
Medvedeva en el Campeonato Europeo de 2018.

### Temporada 2017-2018: lesión, olimpiadas y cambio de entrenador
Medvédeva continuó su racha de victorias con una medalla de oro en el Trofeo Ondrej Nepela de 2017 en Bratislava, Eslovaquia. A mediados de octubre, días antes de la Copa Rostelecom, se le diagnosticó una fractura en el hueso metatarso de su pie derecho. Ganó su evento Grand Pix en Rusia como también el Trofeo NHK de 2017, celebrado un mes después. Sin embargo, su lesión la obligó a abandonar la final del Grand Prix y el Campeonato de Rusia, por lo que no pudo defender su título en cada evento.
En el Campeonato Europeo de 2018, celebrado en Moscú, terminó segunda detrás de su compañera de equipo, Alina Zaguítova. El siguiente día fue anunciada como parte del equipo olímpico ruso (junto a Zagitova y Sótskova). En su debut en los Juegos Olímpicos de invierno, consiguió el primer lugar en el evento por equipos durante el programa corto de mujeres con un récord mundial y una buena marca personal de 81.06. Los 10 puntos por el primer lugar ayudaron al equipo de atletas rusos a conseguir la medalla de plata en la competición por equipos.
En el evento individual, se posicionó en el segundo lugar en el programa corto con una puntuación de 81.61, rompiendo otro récord mundial que sería superado por su compañera Zaguítova minutos después. En su programa libre obtuvo 156.65 puntos para un total de 238.26 puntos, se ubicó en segundo lugar detrás de Zaguítova, que también consiguió 156.65 puntos en su programa libre y obtuvo un total de 239.57, ganó así una medalla de plata olímpica. En mayo de 2018, Medvédeva anuncio en una declaración oficial que terminaba su relación con su entrenadora, Eteri Tutberidze y se mudaría a Toronto para entrenar con Brian Orser, representado a Rusia y su actual club (Sambo 70). Hizo el cambio con la meta a largo plazo de competir en los Juegos Olímpicos de invierno en Beijing en 2022.

### Temporada 2018-2019

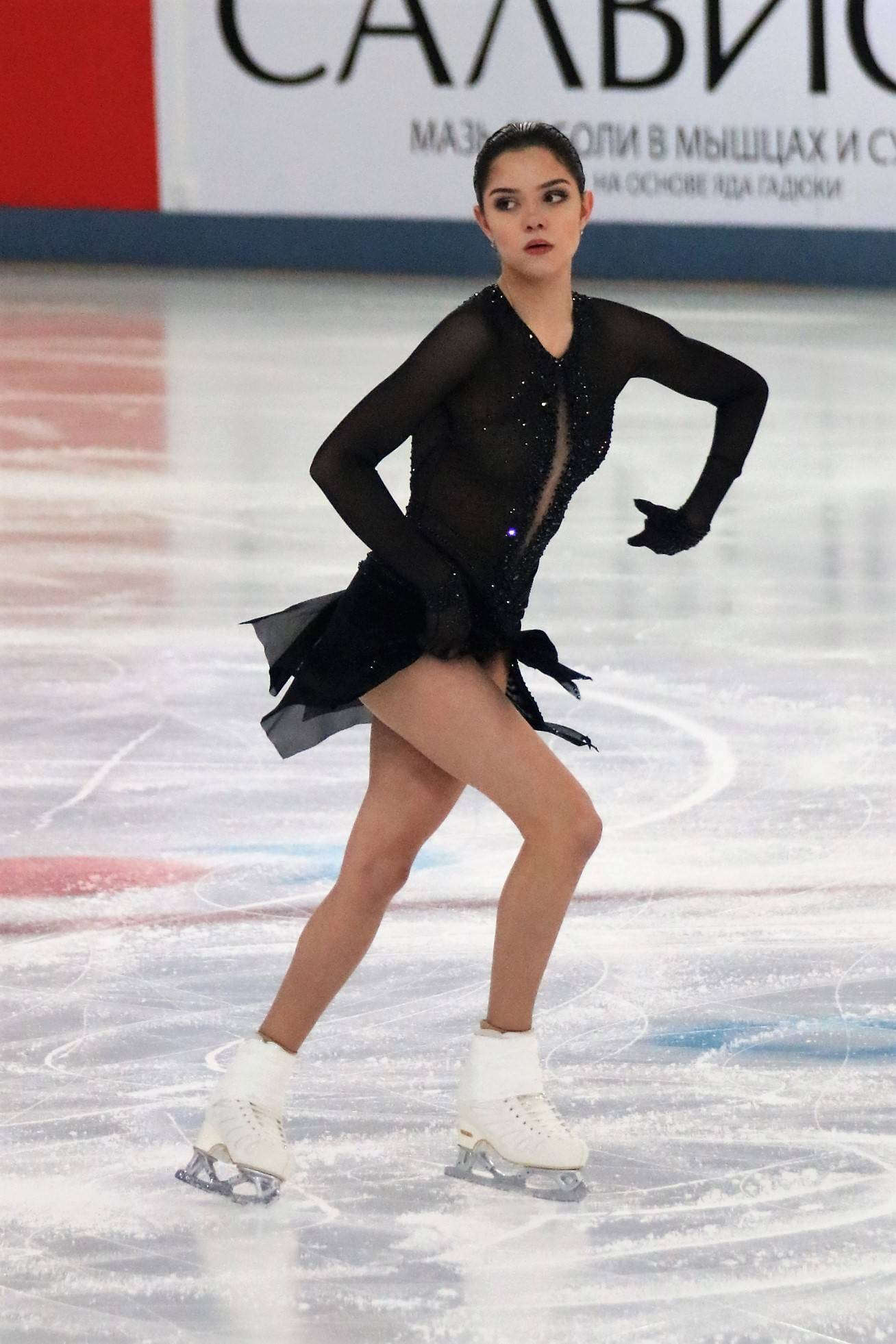
Medvedeva en 2018.

Medvédeva empezó la temporada con sus nuevos entrenadores en el Autumn Classic International 2018 de la Challenger Series, donde logró la primera posición en el programa corto y segunda en el libre, ganó la medalla de plata. En noviembre, inició su participación en la serie del Grand Prix, donde ganó la medalla de bronce en el Skate Canada de 2018, detrás de su compañera Alyssa Armanova y Mako Yamashita. Saltó de la séptima posición en el programa corto a la primera posición en el libre para quedar tercera en la competencia. Tras su participación en Francia, la patinadora reemplazó su programa corto por uno nuevo coreografiado por Misha Ge, se titula Tosca, una adaptación de la ópera de Giacomo Puccini. Su siguiente evento fue el Campeonato de Rusia 2019, donde interpretó un programa corto con varios problemas y caídas, se ubicó en el lugar 14. En el programa libre logró avanzar a la cuarta posición, para terminar en la séptima posición general. Fue una de las suplentes para el Campeonato Europeo de 2019 y de la Universiada de invierno. La patinadora ganó la prueba de la Copa de Rusia 2019, una competición local de su país; su puntuación le aseguró un lugar para el Campeonato Mundial de 2019. Medvédeva consiguió ubicarse en el tercer puesto del programa libre con 149.57 puntos, la suma de las puntuaciones le dio la medalla de bronce con un total de 223.80 puntos.

## Técnica de patinaje
Para ver más sobre esto: Saltos de Patinaje Artístico
Medvédeva usualmente hace todos sus saltos con un brazo sobre su cabeza, una técnica que se llama la variación "Tano", popularizada por Brian Boitano como parte de su triple lutz. Muchas de sus combinaciones de saltos acaban con un triple toe-loop, como 3F-3T, 3S-3T, y 3Lo-3T. También se la conoce por practicar combinaciones de tres o cuatro saltos triples: triple-triple-triple y triple-triple-triple-triple. En la temporada 2016-2017, Medvédeva popularizó la variación "Rippon" que es hacer saltos con los dos brazos sobre la cabeza. También hace una espiral en posición-l hacia el centro de la pista de hielo finalizando sus programas. Los programas de Medvédeva contienen un gran número de movimientos complejos en sus entradas y salidas de los saltos, limitando así el número de cruces en el programa.[cita requerida]

## Programas
|           | Programa corto                                                                                    | Programa libre                                                          | Exhibición                                                                      |
| --------- | ------------------------------------------------------------------------------------------------- | ----------------------------------------------------------------------- | ------------------------------------------------------------------------------- |
| 2020-2021 | Masquerade de Aram Jachaturián Coreografía de Jeffrey Buttle                                      | Alegria (de Cirque du Soleil) Coreografía de Shae-Lynn Bourne           | Echo of Love de Anna German Комета de JONY                                      |
| 2019-2020 | Exogenesis: Symphony, Part III de Muse Coreografía de Ilya Averbukh                               | Memorias de una geisha de John Williams Coreografía de Shae-Lynn Bourne | Experience de Ludovico Einaudi idontwannabeyouanymore de Billie Eilish          |
| 2018-2019 | Orange Colored Sky de Natalie Cole (coreografía de David Wilson) *Tosca (coreografía de Misha Ge) | *Mumuki de Yo-Yo Ma *Libertango (coreografía de David Wilson)           | Beautiful Mess de Kristian Kostov *The Windmills of Your Mind de Michel Legrand |
| 2017-2018 | Nocturne in C-sharp minor, Op. posth. de Joshua Bell                                              | Anna Karenina de Dario Marianelli The Leftovers de Max Richter          | Méditation de Thaïs                                                             |
| 2016-2017 | River Flows in You de Yiruma                                                                      | Extremely Loud and Incredibly Close de Alexandre Desplat                | Parole parole de Dalida y Alain Delon                                           |
| 2015-2016 | Melodies of the White Night de Isaac Schwartz                                                     | W.E de Abel Korzeniowski                                                | You Raise Me Up de Celtic Women                                                 |
| 2014-2015 | The Umbrellas of Cherbourg de Michel Legrand                                                      | Ein Sommernachtstraum de Hans Günter Wagener                            | Stayin' Alive de Bee Gees                                                       |
| 2013-2014 | Ballet Russe de Frank Mills                                                                       | Nocturne (La Califfa) de Ennio Morricone                                | Russian Gypsy Music                                                             |
| 2012-2013 | James Bond Theme (Coreografía de Eteri Tutberidze)                                                | Na Katere de Eugen Doga                                                 |                                                                                 |
| 2011-2012 | Medley de Charlie Chaplin                                                                         | Tsyganochka                                                             |                                                                                 |

## Resultados detallados nivel sénior
- Las mejores marcas personales aparecen en negrita
- WD: Competencia abandonada.

| Temporada 2019-2020         | Temporada 2019-2020                  | Temporada 2019-2020 | Temporada 2019-2020 | Temporada 2019-2020 |
| Fecha                       | Evento                               | Programa corto      | Programa libre      | Total               |
| --------------------------- | ------------------------------------ | ------------------- | ------------------- | ------------------- |
| 24-29 de diciembre de 2019  | Campeonato de Rusia 2020             | 5 71.08             | WD                  | WD                  |
| 15-17 de noviembre de 2019  | Copa Rostelecom 2019                 | 1 76.93             | 2 148.83            | 2 225.76            |
| 25-27 de octubre de 2019    | Skate Canada International 2019      | 6 62.89             | 3 146.73            | 5 209.62            |
| 3-5 de octubre de 2019      | Trofeo de Shanghái 2019              | 1 72.16             | 2 119.62            | 1 191.78            |
| 12-14 de septiembre de 2019 | CS Autumn Classic International 2019 | 2 75.14             | 2 142.29            | 2 217.43            |

| Temporada 2018-2019         | Temporada 2018-2019                                          | Temporada 2018-2019 | Temporada 2018-2019 | Temporada 2018-2019 |
| Fecha                       | Evento                                                       | Programa corto      | Programa libre      | Total               |
| --------------------------- | ------------------------------------------------------------ | ------------------- | ------------------- | ------------------- |
| 18–24 de marzo de 2019      | Campeonato Mundial de Patinaje Artístico sobre Hielo de 2019 | 4 74.23             | 3 149.57            | 3 223.80            |
| 19–23 de diciembre de 2018  | Campeonato de Rusia 2019                                     | 14 62.24            | 4 143.66            | 7 205.90            |
| 23–25 de noviembre de 2018  | Internationaux de France 2018                                | 3 67.55             | 5 125.26            | 4 192.81            |
| 26–28 de octubre de 2018    | Skate Canada International 2018                              | 7 60.83             | 1 137.08            | 3 197.91            |
| 20–22 de septiembre de 2018 | CS Autumn Classic International 2018                         | 1 70.98             | 2 133.91            | 2 204.89            |

| Temporada 2017-2018              | Temporada 2017-2018                       | Temporada 2017-2018 | Temporada 2017-2018 | Temporada 2017-2018 |
| Fecha                            | Evento                                    | Programa corto      | Programa libre      | Total               |
| -------------------------------- | ----------------------------------------- | ------------------- | ------------------- | ------------------- |
| 9–12 de febrero de 2018          | Pyeongchang 2018 (Equipo)                 | 1 81.06             | –                   | 2                   |
| 17-20 de enero de 2018           | Campeonato de Europa de 2018              | 2 78.57             | 2 154.29            | 2 232.86            |
| 19–24 de diciembre de 2017       | Campeonato de Rusia de 2017               | WD                  | WD                  | WD                  |
| 7–10 de diciembre de 2017        | Final del Grand Prix 2017–2018            | WD                  | WD                  | WD                  |
| 10–12 de noviembre de 2017       | Trofeo NHK 2017                           | 1 79.99             | 1 144.40            | 1 224.39            |
| 20–22 de octubre de 2017         | Copa Rostelecom 2017                      | 1 80.75             | 1 150.46            | 1 231.21            |
| 7 de octubre de 2017             | Abierto de Japón de 2017                  | – –                 | 1 152.08            | 1P/1T               |
| 21–23 de septiembre de 2017      | Trofeo CS Ondrej Nepela de 2017           | 1 80.00             | 1 146.72            | 1 226.72            |
| Temporada 2016-2017              |                                           |                     |                     |                     |
| Fecha                            | Evento                                    | Programa corto      | Programa libre      | Total               |
| 20–23 de abril de 2017           | Trofeo Mundial por equipos de la ISU 2017 | 1 80.85             | 1 160.46            | 1P/2T 241.31        |
| 29 de marzo – 2 de abril de 2017 | Campeonato del Mundo de 2017              | 1 79.01             | 1 154.40            | 1 233.41            |
| 25–29 de enero de 2017           | Campeonato de Europa de 2017              | 1 78.92             | 1 150.79            | 1 229.71            |
| 20–26 de diciembre de 2016       | Campeonato de Rusia de 2017               | 1 80.08             | 1 153.49            | 1 233.57            |
| 8–11 de diciembre de 2016        | Final del Grand Prix 2016–2017            | 1 79.21             | 1 148.45            | 1 227.66            |
| 11–13 de noviembre de 2016       | Trophée de France 2016                    | 1 78.52             | 1 143.02            | 1 221.54            |
| 28–30 de octubre de 2016         | Skate Canada International 2016           | 1 76.24             | 1 144.41            | 1 220.65            |
| 1 de octubre de 2016             | Abierto de Japón de 2016                  | – –                 | 1 147.07            | 1P/2T               |
| Temporada 2015-2016              |                                           |                     |                     |                     |
| Fecha                            | Evento                                    | Programa corto      | Programa libre      | Total               |
| 22–24 de abril de 2016           | Copa Challenge por equipos de 2016        | 1 77.56             | 1 151.55            | 1P/2T               |
| 28 de marzo – 3 de abril de 2016 | Campeonato del Mundo de 2016              | 3 73.76             | 1 150.10            | 1 223.86            |
| 26–31 de enero de 2016           | Campeonato de Europa de 2016              | 1 72.55             | 1 142.90            | 1 215.45            |
| 22–27 de diciembre de 2015       | Campeonato de Rusia de 2016               | 1 79.44             | 1 155.44            | 1 234.88            |
| 10–13 de diciembre de 2015       | Final del Grand Prix 2015–2016            | 1 74.58             | 1 147.96            | 1 222.54            |
| 20–22 de noviembre de 2015       | Copa Rostelecom 2015                      | 3 67.03             | 1 139.73            | 2 206.76            |
| 23–25 de octubre de 2015         | Skate America de 2015                     | 1 70.92             | 2 135.09            | 1 206.01            |
| 1–3 de octubre de 2015           | Trofeo CS Ondrej Nepela de 2015           | 1 63.68             | 2 120.26            | 1 183.94            |